# 上村貴子
上村貴子（1979年12月3日—），日本女性配音員。Trouba Dour音樂事務所所屬。出身於鹿兒島縣。A型血。

## 演出作品
※粗體字表示說明飾演的主要角色。

### 電視動畫
1999年
- 大嘴鳥（小紅莓）
- HUNTER×HUNTER (1999年版)（瑪奇）

2000年
- 無敵王（日语：無敵王トライゼノン）（樹雫）

2001年
- 仰天人間（日语：仰天人間バトシーラー）

2002年
- G-on少女騎士團（愛）
- 飆悍射將（朝美、藤澤加玲）

2003年
- 妄想科學美少女（サチコ）

2005年
- B傳說！戰鬥彈珠人 炎魂（麗葉娜·葛瑞斯·文森、A）
- 萌趣趣（日语：モンチッチ）

2006年
- 銀魂（女服務生）
- 魔法美少女（藤原海）

2007年
- 人偶娃娃莉卡（日语：リカちゃん#アニメ）
- 悲慘世界 少女珂賽特（小孩、男孩子）

2009年
- 涼宮春日的憂鬱 (2009年版)（小學女童）

### OVA
2002年
- G-on少女騎士團（愛）

2003年
- HUNTER×HUNTER GREED ISLAND（瑪奇）

2003年
- HUNTER×HUNTER G·I Final（瑪奇）

### 遊戲
2001年
- 無敵王（日语：無敵王トライゼノン）（樹雫）

### 廣播劇CD
- G-on少女騎士團（愛）

## 外部連結
- Trouba Dour音樂事務所公式官網的聲優簡介 （日語）